# Corymbia ptychocarpa
Corymbia ptychocarpa är en myrtenväxtart som först beskrevs av Ferdinand von Mueller, och fick sitt nu gällande namn av Kenneth D. Hill och Lawrence Alexander Sidney Johnson. Corymbia ptychocarpa ingår i släktet Corymbia och familjen myrtenväxter.

## Underarter
Arten delas in i följande underarter:
- C. p. aptycha
- C. p. ptychocarpa

## Bildgalleri

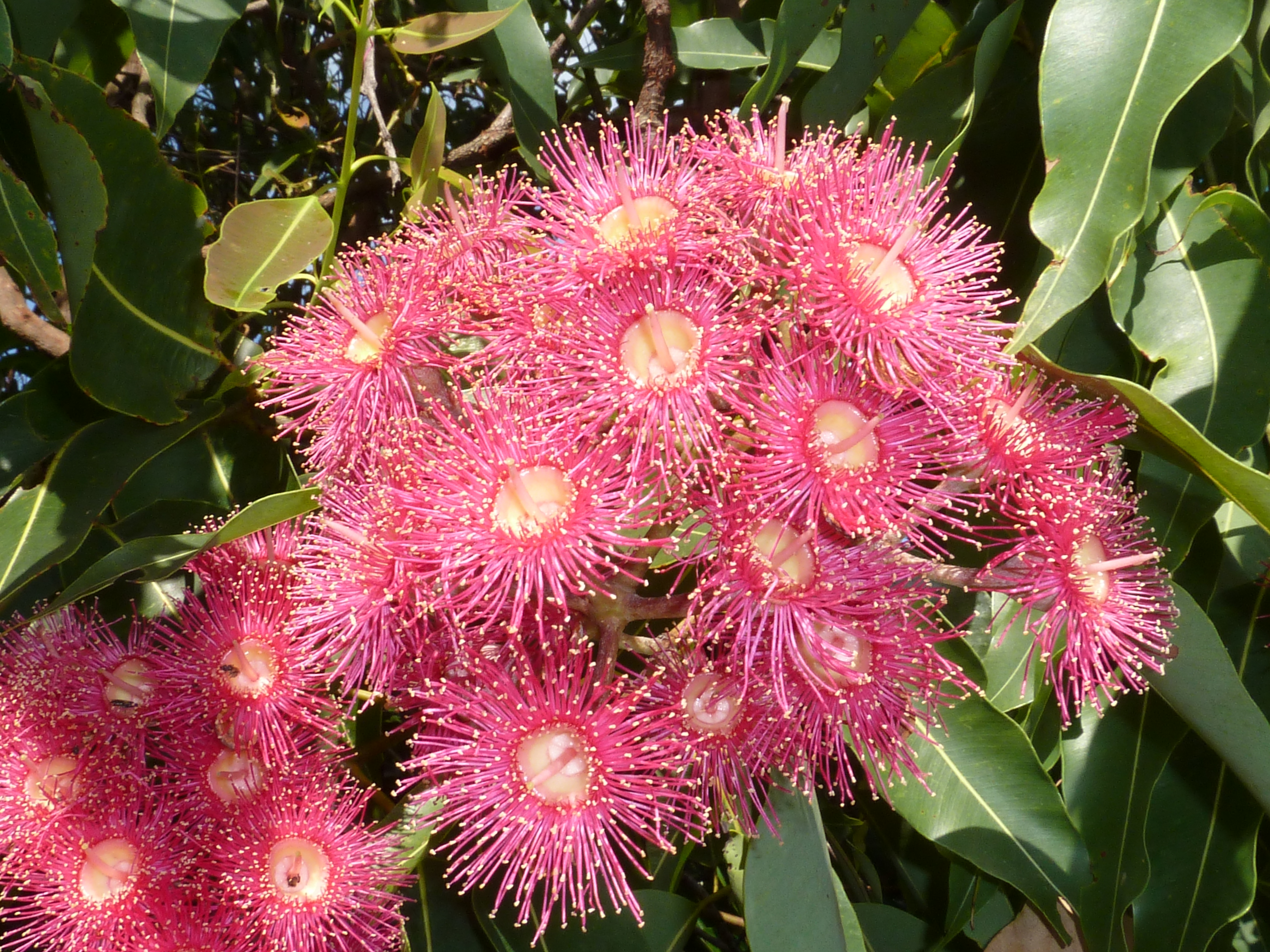